# Nwipe
nwipe — це комп'ютерна програма для Linux, що використовується для безпечного стирання даних. Вона підтримується Martijn van Brummelen і є вільним програмним забезпеченням, випущеним за ліцензією GNU General Public License 2.0. Програма є форком програми dwipe, яка раніше була включена в диск безпечного стирання DBAN.
nwipe було створено для того, щоб  dwipe можна було запускати поза DBAN, використовуючи будь-який дистрибутив. Вона використовує простий текстовий інтерфейс користувача ncurses або може бути запущена безпосередньо з командного рядка. Доступна у вигляді пакунка для встановлення у репозиторіях багатьох дистрибутивів Linux, включаючи Debian і Ubuntu.
nwipe було вперше випущено як версія 0.17 20 жовтня 2014 року.

## Методи стирання
nwipe можна налаштувати на використання різних шаблонів за допомогою вибору методу:
- DoD Short (За замовчуванням) — Міністерство оборони Сполучених Штатів 5220.22-M[12] коротке стирання за 3 проходи (1, 2, 3 і 7 проходів).
- Zero Fill — заповнює пристрій нулями за один прохід.
- RCMP TSSIT OPS-II — Технічний стандарт безпеки Королівської канадської кінної поліції, OPS-II
- DoD 5220.22M full — Міністерство оборони США 5220.22-M повне 7-прохідне очищення.
- Gutmann Wipe — метод Пітера Гутмана для безпечного видалення даних (35 проходів).
- Потік PRNG — заповнює пристрій потоком із PRNG.
- Лише перевірка — лише зчитує дані пристрою та перевіряє, чи всі вони нульові.
- HMG IS5 розширений — безпечне очищення конфіденційної інформації.

Використовує два типи генераторів псевдовипадкових чисел:
- Вихор Мерсенна
- ISAAC

## Використання
nwipe також включено до пакетів інструментів вільного програмного забезпечення, таких як All in One — System Rescue Toolkit, Parted Magic, shredos та SystemRescue.

## Зовнішні посилання
- Офіційний сайт